# Ten Šin Han
Tien Šin Han, poznatiji je kao Ten Šin Han u engleskim titlovima Funimationa i izdanja mange u Viz Mediji, je izmišljeni lik u seriji Zmajeva kugla, koju je napravio Akira Torijama. On je predstavljen u poglavlju Tenkači Budokai, prvi put je objavljen u casopisu Sonenov Skok 24. februara1987. koji je ušao na turnir borilackih veština da bi ubio Son Gokua i njegove kolege. Međutim, kasnije se bori sa njima da bi porazio Kralja Pikola, u pratnji njegovog prijatelja Čaoza. Ten Šin Han postaje Gokuov rival na određeni period i označen je kao prva osoba u seriji koja može da leti koristeći Buku-Džica tehniku i koristi Taioken tehniku.

Karakter Ten Šin Hana dobio je pohvale od recenzenata mange i anima. Oni su pohvalili njegovu ulogu u borbi sa Pikolom i njegove borbe su važile za dramatične, intenzivne i zabavne. Puštene su brojne stvari sa sličnom veličinom Ten Šin Hana uključujući akcijske figure, ključeve i igračke.

## Dizajn
Dainzenšu i drugi vodiči pominju da je Ten Šin Han potomak Klana Trećeg Oka. Ime lika je isto kao i kvazi-kinesko jelo koje je zapravo izmišljeno u Japanu koje se sastoji od omleta i pirinča. Torijama je izjavio da iako je Ten Šin Han jak i kul lik, on je svoje ime zasnovao na dobro poznatoj kineskoj hrani samo da bi bio "smešan". Ten Šin Han je labavo zasnovan na Erlang Šenu iz Putovanja na Zapad, tri-oka taoističkog božanstva koji se prvi put pojavljuje kao protivnik Sun Vukonga, a kasnije postaje njegov saveznik i suparnik.

## Nastupi

### Zmajeva kugla
U Zmajevoj kugli Ten Šin Han je predstavljen kao učenik zvezda Ždralovog Vrača. On počinje kao arogantan, ali i nadaren borac, protivi se Gokuu, Krilinu i najviše Jamači. Prvo se bori sa Jamačom na turniru, kome bezobzirno lomi nogu i pobeđuje. Nakon što saznaje da je Goku ubio Tau Paja, Ten Šin Hanov učitelj Ždralov vrač odlučuje da se osveti Gokuu. On se posle bori protiv Kornjačinog Vrača (maskiranog kao Džeki Čen) u sledećem meču. U finalnoj borbi, on se bori sa Gokuom i brutalno ga prebija na početku borbe, pre nego što Goku upotrebi svoju punu moć, čineći borbu još ravnomernijom. Čaoz ometa borbu koristeći svoje psihičke sposobnosti da parališe Gokua bez Ten Šin Hanovog znanja, ali kada on to shvati prkosi svom treneru i odbija da ubije Gokua. Ten Šin Han osvaja turnir nakon što uništi ceo teren sa moćnim, ali i opasnim po njegov život udarcem Kikhom. Nakon toga on i Čaoz napuštaju svog trenera Ždralevog Vrača. Lanč se zaljubljuje u njega i traži od njega da živi u kući Kornjačinog Vrača, ali on to odbija jer ne želi da živi u kući rivala svog bivšeg učitelja.
Posle Krilinove smrti za koju je zadužen Kralj Pikolo, Ten Šin Han i Čaoz nude pomoć Kornjačinom Vraču u potrazi za zmajevim kuglama. Kada Kralj Pikolo ubije Kornjačinog Vrača i Čaoza i povrati svoju mladost, Ten Šin Han počinje da uči samoubilačku tehniku Mafubu kako bi porazio Kralja Pikola. Nakon što Kralj Pikolo odluči da napadne Zapadni grad, Ten ga presreće iako zna da ga ne mogu oživeti pomoću Zmaja. Da bi se borio sa Pikolom prvo mora pobediti njegovog najsnažnijeg sina Druma, kasnije će ga spasiti Goku. U poslednjoj borbi protiv Pikola, Ten Šin Han koristi poslednju energiju kako bi spasao Gokua od najjačeg Pikolovog napada, ali ga on uzima za taoca. Nakon što Goku ubije Pikola, Džajrobi ga odvedi na Karin kulu kako bi ga zacelili, dok Ten Šin Han odlazi u kuću Kornjačinog vrača gde mu Bulma, Jamača i Lanč pomažu da se oporavi od borbe.
Ten Šin Han učestvuje na sledećem turniru, gde se bori protiv prethodno pretpostavljeno mrtvog Tau Paja, koji je spašen od strane kibernetike i želi osvetu. Ten Šin Han lako nadmašuje Tau Paja, ali ne želi da ponizi svog bivšeg majstora i pokušava da ga mirno izbaci iz ringa. Tau Paj iznenada uhvati Ten Šin Hana i zadaje mu ožiljak preko grudi, koji mu ostaje i u ostatku serije, Ten Šin Han ga pobeđuje jednostavnim udarcem. Ten Šin Han potom biva pobeđen u polufinalu od strane Gokua, a kasnije štiti svoje saveznike od Pikola Juniora tokom finalne borbe.

### Zmajeva kugla Z
Ten Šin Han trenira zajedno sa drugim herojima kod Kornjačinog Vrača kako bi se borio protiv Sajonaca. Ten Šin Han uspeva da pobedi saibmana, ali kada se Čaos žrtvuje u neuspelom pokušaju da porazi Napu, on svesno koristi svoju poslednju moć pokusavajuci da ubije Napu, ali ne uspeva. Kasnije će zajedno sa Pikolom, Čaosom i Jamačom trenirati na planeti kod Kralja Kaja.
Obučava se za borbu protiv Androida, ali ne dovodi Čaosa verujući da nije dovoljno jak. Nakon što se pojave Androidi 17 i 18, pokušava sa ostalima da se bori protiv njih, ali svi bivaju poraženi.
U borbi protiv Sela će uspeti da ga zadrži veoma kratko učestalim napadina, a onda će ga spasiti Goku. Kasnije kada se Goku vraća u život i pita gde je Ten, Krilin mu odgovara da neće doći.
Nakon što Madžin Bu bude pušten, Ten Šin Han se pojavljuje i spašava, Gohana, Dendea i gospodina Satana. Boriće se protiv Bua, ali biva poražen samo jednim udarcem. On i Čaos ce kasnije doprineti njihovom energijom za Gokuov napad koji je porazio Buua.

### Zmajeva kugla Super
Ten Šin Han se vraća u serijalu Zmajeva Kugla Super, gde on i Čaos dolaze na Bulminu rođendansku zabavu, zajedno sa ostalim herojima gde se susreću i bore protiv Birusa, Boga uništitelja. 
Nakon što je Friza oživljen pomoću zmajevig kugli, Ten Šin Han odlazi da se bori protiv Frize i njegove vojske sa ostatkom družine.
Kasnije odlazi sa ostalima na planetu bez naziva i gleda turnir izmedu šestog i sedmog univerzuma. Kada Goku u narednoj sagi "Preživljavanje univerzuma" bira 10 boraca da se pridruže turniru moći, Ten Šin Han dobija i prihvata poziv.

## Glas
Ten Šin Hanu glas daje Hirotaka Suzuki u većini epizoda, sa izuzetkom epizode 82 i 84 serijala "Zmajeva kugla Z" gde mu je glas pozajmio Koiči Ijamadera. Nakon Suzukijeve smrti 2006. godine, Mitsuaki Madono dao je glas Ten Šin Hanu u nekoliko video igara. Hikaru Midorikava je nakon toga preuzeo ulogu u serijalu "Zmajeva Kugla GT".

## Mišljenja
Ten Šin Han je popularni lik u seriji. 2004. godine ljubitelji serije izglasali su mu šesnaesto mesto za najpopularnijeg lika za knjigu "Zmajeva kugla zauvek". Ten Šin Han je dobio brojne pohvale i kritike.
Theron Martin iz "Anime Njuza" izjavio je da je "zabavno" videti kako je Ten postavio temelje i razmišljao o tome kako se kasnije promenio. Izjavio je i da je i da "Gokuova borba sa Ten Šin Hanom" predstavlja naj dramatičniji i najintenzivniji duel u seriji.
Dejvi C Džons iz Aktiv Animea izjavio je da je "Ten Šin Hanovo iskupljenje učinilo zanimljivu pricu" i da je to bilo ključno u finalnim epizodama protiv Kralja Pikola.
Kris Beveridž iz Main Enterteimenta je komentarisao epizode od 62. do 92. rekavši:
"Postoje neki dosadni trenuci, posebno zato što Ten i Čaos nemaju nikakve zanimljivosti".
Međutim on je rekao da je Ten Šin Hanova borba sa Gokuom bila "stvarno sasvim dobra" i izrazila mešovita osećanja prema karakteru, rekavši da je kao zlikovac bio prilično jednodimenzionalan". Ali nakon učenja pod uticajem Kornjačinog Vrača "postao je mnogo interesantiji lik" i bio je razočaran što nije imao stvarno "jaku priču koja mu je rekla posle ove serije".
Sean Konoli rekao je da Ten Šin Han pokazuje svoju vrednost "zadržavajući Sela" sa velikim naporom. 
D. F. Smit izjavio je da je Ten Šin Hanova borba protiv Kralja Pikola bila zabavna, ali zaključak njegove borbe protiv Gokua bio je slučajan.